# Euphorbia kalisana
Euphorbia kalisana är en törelväxtart som beskrevs av Susan Carter. Euphorbia kalisana ingår i släktet törlar, och familjen törelväxter. Inga underarter finns listade i Catalogue of Life.